# Пенішкевич Іван Тадейович
Пенішке́вич Іва́н Таде́йович (*12.10.1936, с. Торгановичі Старосамбірського району Львівської області) — головний лікар обласного медичного діагностичного центру (1990—2001 рр.), заступник головного лікаря з медичної частини Чернівецького обласного медичного діагностичного центру (2001 до ц. ч.), заслужений лікар України(1997).

## Життєпис
Народився 12 жовтня 1936 року в с. Торчиновичі Старосамбірського району Львівської області.
В 1954 році закінчив Самбірську середню школу № 1.
Вищу освіту здобув у Чернівецький медичний інститут, за спеціальністю «Лікувальна справа», який закінчив у 1960 році.
Іван Пенішкевич працював лікарем-хірургом Кіцманської центральної районної лікарні, згодом — завідувачем хірургічного відділення (1960—1965 рр.), а з 1965 року — заступником головного лікаря з медичного обслуговування населення цієї ж лікарні.
В 1967 році призначений на посаду головного лікаря обласного лікувально-санаторного управління. У 1972 році Іван Тадейович обіймав посаду завідувача відділу охорони здоров'я виконкому Чернівецької обласної ради народних депутатів, де пропрацював протягом 18 років.
З 1990 року — головний лікар обласного медичного діагностичного центру. На даний час — заступник головного лікаря Обласного медичного діагностичного центру.
У 1978 році присвоєна вища атестаційна категорія з організації охорони здоров'я, яка підтверджена в грудні 2004 року. Має першу атестаційну категорію з хірургії..

## Нагороди
- Орден «Знак Пошани» (1971 р.);
- Орден «Трудового Червоного прапора» (1976 р.;
- Орден «Дружби народів» (1986 р.);

У 1997 році присвоєно звання «Заслужений лікар України».